# 公子偃 (庄公年)
公子偃，姬姓，名偃，鲁国公子。
前684年，刚在长勺之战中吃了败仗的齐国和宋国驻军于郎地。公子偃对鲁庄公说：“宋军军容不整，可以战胜；宋军一败，齐军必然回国。请您攻击宋军。”鲁庄公不同意。公子偃从雩门私自出击，用老虎皮蒙在马上攻击宋军，鲁庄公领兵跟着进攻，在乘丘把宋军打得大败，齐军也就回国了。